# 周善初
周善初為中國清朝武官官員，浙江奉化人。周善初於1884年（光緒10年）奉旨接替蘇吉良，於澎湖群島擔任澎湖水師協副將。而隸屬台灣鎮之下的此官職職等為正二品，是台灣清治時期的這階段，扼守台灣海峽的重要武將，並統帥兩標水營，數千名水師兵勇。
中法戰爭期間，光緒十一年二月中澎湖之役落敗，致使澎湖失陷，法軍佔領澎湖。周善初被革職查辦，發放邊疆黑龍江，光緒十一年（1885年）六月病故。
| 前任： 蘇吉良 | 澎湖水師協副將 1884年上任 | 繼任： 蘇吉良 |